# Боков Олексій Сергійович
Боков Олексій Сергійович (нар. 30 березня 1957) — український альпініст.
Розряд по альпінізму: КМС

Інструктор по альпінізму: 3 категорія

Володар жетона «Рятувальний загін» (№ 6165).
Хірург-травматолог, після закінчення в 1980 році Харківського медінституту працює в Харківській міській клінічній лікарні швидкої та невідкладної допомоги. Десятки альпіністів Харкова, які отримали травми в горах, пройшли через його руки.
У секції медінституту в 1977 р отримав путівку в альптабір «Домбай», де зробив перше сходження на в. Софруджу. Захопився альпінізмом, далі були альплагеря «Баксан», «Цей», «Варзоб», КСП Домбая, харківські збори під керівницством І. Винокура, Ю. І. Григоренко-Пригоди в «Варзобі», «Ала-Арче», «Ак-су», в ущ. Кара-кол. У 1985 р став молодшим інструктором з альпінізму в Харківській школі під керівництвом В. Н. Сухарьова.
Тренер-інструктор в Алма-Атинському альпцентрі «Динамо», працював на харківських зборах під керівництвом В. Н. Сухарева в а/л «Безенгі», «Шхельда», «Цей», «Ельбрус». У 1991—1992 рр. — тренер-рятувальник в Казахському міжнародному таборі на л. Південний Інилчек в Тянь-Шані.
Висококваліфікований альпініст в поєднанні з професією медика Олексій Боков — незамінний учасник декількох висотних експедицій:
- 1996 — експедиція Харкова — Одеси на ст. Дхаулагірі (до 7800 м); 1997 — Харківська експедиція на ст. Шиша-Пангма (8013 м, підкорювач вершини)
- 1998 — Харківська експедиція на ст. Ама-Даблам (до висоти 6500 м)
- 2000 — Краснодарська експедиція на Еверест з півночі, успішне сходження всієї команди з 12 осіб[1]
- 2007 — успішна німецька експедиція в Чилі зі сходженням на ст. Охос-дель Саладо (6800 м).

Всього в спортивній біографії А. Бокова більше 150 сходжень, близько 20 з них — вищої категорії складності:
- Корона, перша вежа, 5Б (1985)
- Арг по північному заході ребру, 5А (1984)
- Іскандер по С. стороні, 5Б
- Джигіт, 5Б (1986)
- Зіндон, 5Б (1987)
- Джигіт по «серпів», 5Б
- пік Леніна (1988)
- пік Комунізму (1989)
- пік Корженевськой (1989, 2005)
- Хан-Тенгрі (1990, 1992, 1993)
- пік Перемоги (1992)

За кількістю сходжень на радянські семитисячники — двічі «Сніговий барс».